# Where Dead Angels Lie
Where Dead Angels Lie är den andra EP:n av det svenska black-/death metal-bandet Dissection. Den släpptes 1996 på Nuclear Blast Records och är inspelad i Hellspawn/Unisound Studios. Titelspåret är hämtat från albumet Storm of the Light's Bane.
Skivomslaget är målat av Kristian Wåhlin. 

## Låtlista
1. "Where Dead Angels Lie" (Demo version) – 6:11
2. "Elisabeth Bathory" (Tormentor-cover) – 5:05
3. "Antichrist" (Slayer-cover) – 2:45
4. "Feathers Fell" – 0:52
5. "Son of the Mourning" – 3:14
6. "Where Dead Angels Lie" (Album version) – 5:52

## Musiker
- Johan Norman (född 1973) – gitarr
- Peter Palmdahl (född 1975) – elbas
- Tobias Kellgren (född 1975) – trummor
- Jon Nödtveidt (1975–2006) – gitarr, sång
- Ole Öhman (född 1973) – trummor (spår 1, 2)